# NGC 1368
NGC 1368 è una lontana galassia lenticolare situata nella costellazione dell'Eridano, a una distanza di circa 449 milioni di anni luce dalla nostra Via Lattea.

## Scoperta
La galassia è stata scoperta il 12 novembre 1885 dall'astronomo statunitense Francis Leavenworth.